# José María Obando

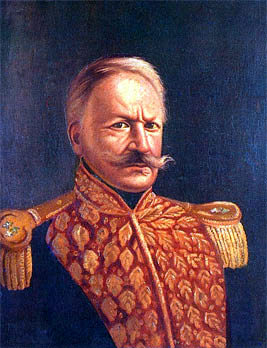
José María Obando (1855)

José María Ramón Obando y del Campo (Geburtsname: José María Ramón Mosquera; * 8. August 1795 in Güengüé, Corinto, Cauca,  Vizekönigreich Neugranada; † 29. April 1861 in El Rosal, Cundinamarca, Großkolumbien) war ein kolumbianischer Politiker, der zwischen 1831 und 1832 sowie von 1853 bis 1854 Präsident von Neugranada war.

## Leben

### Offizier und erste Amtszeit als Präsident (1831 bis 1832)

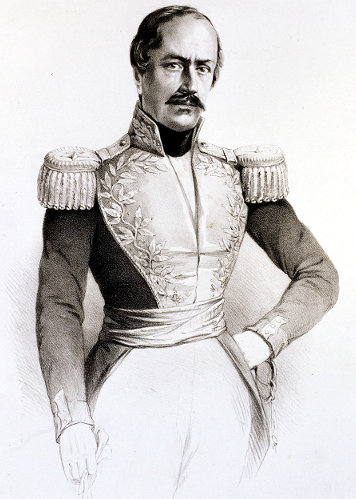
José María Obando (Werk von José María Espinosa Prieto, 1843)

Der als Sohn von zwei regionalen Adeligen geborene José María Ramón Mosquera wurde im Alter von zwei Jahren 1797 von Juan Luis Obando, einem wohlhabenden Kaufmann aus Popayán adoptiert. Er trat zu Beginn der südamerikanischen Unabhängigkeitskriege in die royalistische Armee des Spanischen Kolonialreiches ein und wurde 1819 von General Sebastián de la Calzada zum Hauptmann (capitán) befördert. Zum Ende der südamerikanischen Unabhängigkeitskriege gab er 1822 sein Offizierspatent zurück und schloss sich den revolutionären Streitkräften von Simón Bolívar an, der in zum Oberst (coronel) beförderte. In der aufrührerischen neuen Republik Großkolumbien, die am 17. Dezember 1819 gegründet wurde und die heutigen Staaten Ecuador, Kolumbien und Venezuela umfasste, schloss er sich der Opposition gegen die zentralistische Regierung Bolívars an, der nunmehr den Beinamen „Der Befreier“ (El Libertador) trug. in der Schlacht von La Ladera besiegte er 1828 Tomás Cipriano de Mosquera. Obwohl er sich wieder mit Bolívar anfreundete, der ihn zum General beförderte, kämpfte Obando dafür, die von Bolívar vorgesehene Verfassung zu verhindern. Ein Schlüsselereignis für den Machtkampf war die Ermordung von Bolívars Feldmarschallleutnant und designiertem Nachfolger Antonio José de Sucre am 4. Juni 1830, eine Tat für die Obando von zahlreichen Zeitgenossen verantwortlich gemacht wurde.
Als Rafael Urdaneta am 5. September 1830 die Macht als Diktator übernahm, setzte Obando den bisherigen Vizepräsidenten Domingo Caycedo am 3. Mai 1831 wieder als kommissarischen Präsidenten ein. Dieser ernannte ihn zum Kriegs- und dann zum Innenminister ernannte. Nach dessen Rücktritt ernannte ihn der Kongress am 23. November 1831 zum provisorischen Präsidenten von Neugranada. Im folgenden Jahr genehmigte er die Verfassung des Staates Neugranada (Constitución del Estado de la Nueva Granada). Am 10. März 1832 wurde José Ignacio de Márquez sein Nachfolger als kommissarischer Präsident. Während der Regierung von Francisco de Paula Santander (1832 bis 1837) war er erneut Kriegsminister und verteidigte die südliche Region des Landes gegen die Expansionsbestrebungen der ecuadorianischen Truppen von General Juan José Flores. 

### Zweite Amtszeit als Präsident (1853 bis 1854), Absetzung und Tod

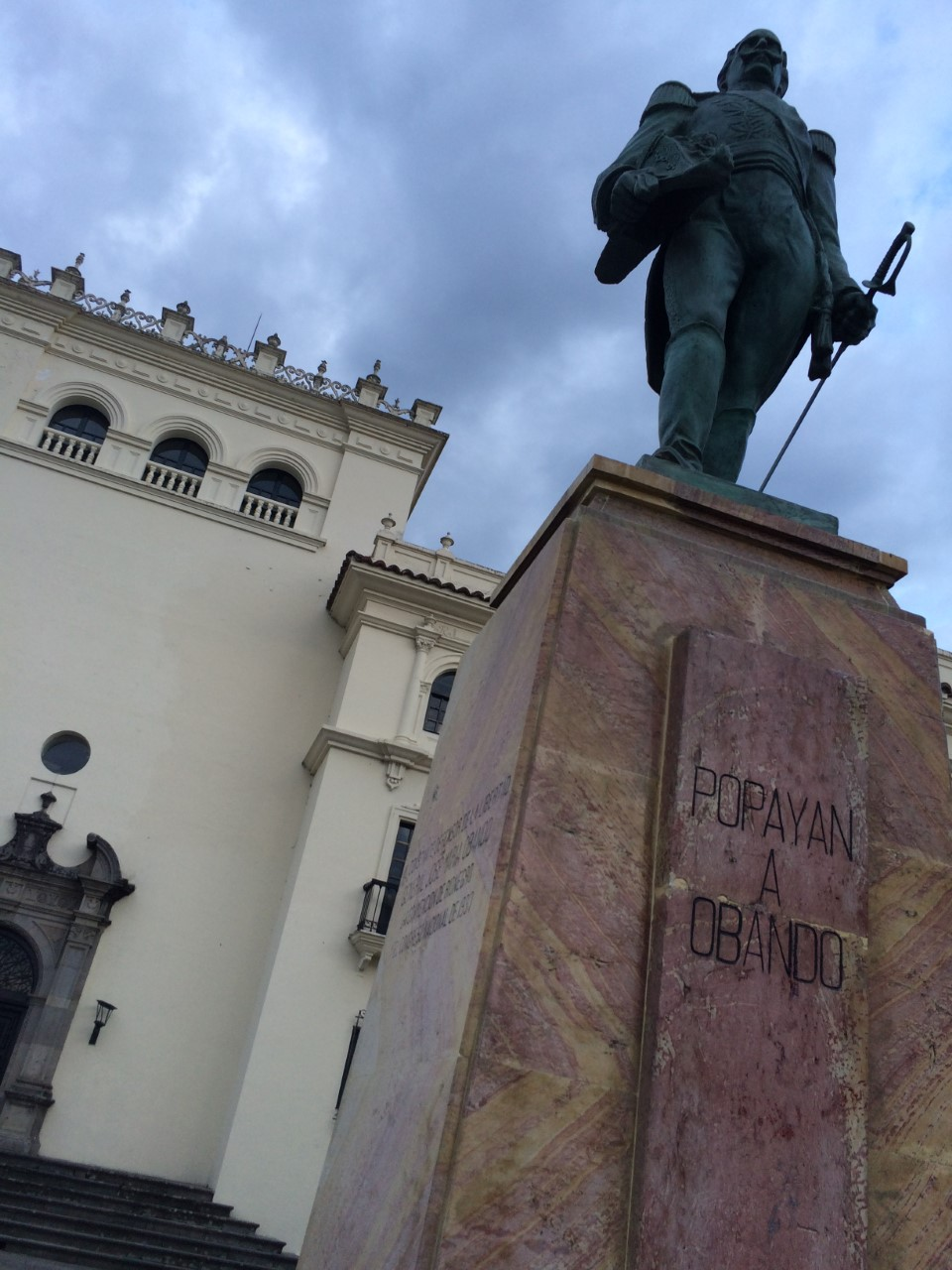
Standbild von Obando in Popayán.

Danach zog Obando sich aus der Politik zurück, aber die Feindseligkeit von General Mosquera ließ ihn nicht los, ebenso wie die Anschuldigungen, die ihn als intellektuellen Urheber der Ermordung von Feldmarschallleutnant Antonio José de Sucre bezeichneten. Im Bürgerkrieg (Guerra de los Supremos) war er zwischen 1839 und 1841 Anführer einer letztlich erfolglosen Rebellion gegen die zweite Regierung von Präsident José Ignacio de Márquez von der Partido Conservador Colombiano. Er wurde am 11. Juli 1841 bei La Chanca besiegt und floh zunächst nach Peru sowie dann nach Chile. 
Nach dem Wahlsieg der Partido Liberal Colombiano 1849 wurde José María Obando begnadigt und kehrte in seine Heimat zurück, wo ihn der neue Präsident José Hilario López am 18. Juni 1849 als Nachfolger von Antonio del Río zum Gouverneur der Provinz Cartagena ernannte. Dieses Amt bekleidete er jedoch nur bis zu seiner Ablösung durch Juan José Nieto Gil am 29. August 1849, woraufhin er Mitglied des Kongresses wurde. Nach Beendigung der vierjährigen Amtszeit von José Hilario López wurde er am 1. April 1853 als dessen Nachfolger Präsident von Neugranada. Während seiner Amtszeit erfolgte 1853 die Annahme der liberalen Verfassung, die die Wahl der Provinzgouverneure vorsah. Die meisten der Gewählten standen der Exekutive jedoch ablehnend gegenüber. 1854 konnte durch seine Anhänger zunächst ein Staatsstreich abgewehrt werden. Allerdings gelang kurz darauf den Anhängern der Partido Conservador Colombiano unter General José María Melo der Sieg gegen seine Regierung, der ihn am 17. April 1854 absetzte und die Nachfolge antrat. 
Obando wurde im Anschluss vom Kongress angeklagt, aber letztlich freigesprochen. Er kehrte nach Cauca und versöhnte sich mit Tomás Cipriano de Mosquera. Nach Beginn des Bürgerkrieges (Guerra de las soberanías) am 8. Mai 1860 schloss er sich den Truppen von Mosquera im Kampf gegen die Regierungstruppen des Präsidenten der Granadinischen Konföderation Mariano Ospina Rodríguez an. Im Laufe des Krieges wurde er am 29. April 1861 von Regierungstruppen in El Rosal ermordet.